# Chiralitate (matematică)

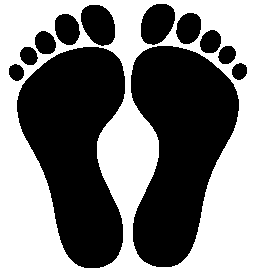
Contururile tălpilor ilustrează chiralitatea: formele din stânga și din dreapta sunt chirale (enantiomorfe) în plan, deoarece sunt imagini în oglindă, fără a avea ele însele simetrii în oglindă

În geometrie, o figură este chirală (se spune că are chiralitate) dacă nu poate fi suprapusă peste imaginea sa în oglindă numai prin rotații și translații.
Se spune că un obiect chiral și imaginea sa în oglindă sunt enantiomorfe. Cuvântul „chiralitate” este derivat din greacă χείρ (cheir = mână), cel mai familiar exemplu chiral. Cuvântul „enantiomorf”' provine tot din greacă ἐναντίος (enantios = opus) + greacă μορφή (morfi = formă).

## Exemple
| Imagine indisponibilă                                  |  | Imagine indisponibilă |
| Tetrominourile bidimensionale S și Z sunt enantiomorfe |  |                       |

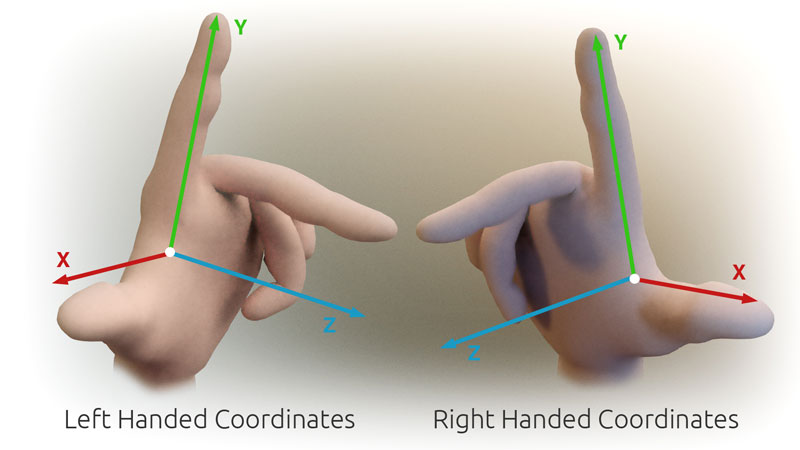
Regula mâinii pe stânga și pe dreapta în spațiul tridimensional

Unele obiecte tridimensionale chirale, cum ar fi o elice, pot fi asociate cu mâna dreaptă sau stângă, conform cu regula mâinii drepte.
Multe alte obiecte familiare prezintă aceeași simetrie chirală a corpului uman, cum ar fi mănușile sau pantofii. Pantoful din dreapta diferă de pantoful din stânga doar prin faptul că sunt imagini în oglindă. În schimb, mănușile nu pot fi considerate chirale dacă le puteți purta pe oricare dintre mâini.
Tetrominourile în formă de J și L, respectiv S și Z din jocul Tetris sunt și ele chirale, dar numai în spațiul bidimensional. Individual nu conțin simetrii în oglindă în plan.

## Grup de simetrie și chiralitate
O figură nu este chirală dacă și numai dacă grupul său de simetrie conține cel puțin o izometrie de inversare a orientării. (În geometria euclidiană orice izometrie poate fi scrisă ca {\displaystyle v\mapsto Av+b} cu o matrice ortogonală A și un vector b. Atunci determinantul lui A este fie 1, fie −1. Dacă este −1 izometria este una de inversare a orientării, altfel este una de conservare a orientării.) O definiție matematică riguroasă a chiralității se găsește în lucrarea lui Deza.

## Chiralitatea în trei dimensiuni

Pereche de zaruri chirale (enantiomorfe)

În trei dimensiuni, orice figură care are un plan de simetrie, S1, o inversiune față de centrul de simetrie S2, sau o rotație improprie (rotoreflexie) Sn față de o axă de simetrie nu este una chirală. (Un plan de simetrie a figurii {\displaystyle F} este planul {\displaystyle P}, astfel încât {\displaystyle F} este invariantă prin aplicația {\displaystyle (x,y,z)\mapsto (x,y,-z)}, când {\displaystyle P} este ales drept planul {\displaystyle x}-{\displaystyle y} al sistemului de coordonate. Un centru de simetrie al figurii {\displaystyle F} este un punct {\displaystyle C}, astfel încât {\displaystyle F} este invariantă prin aplicația {\displaystyle (x,y,z)\mapsto (-x,-y,-z)}, când {\displaystyle C} este ales drept originea sistemului de coordonate.) Există totuși figuri care nu sunt chirale, care nu au nici plan, nici centru de simetrie. Un exemplu este figura
{\displaystyle F_{0}=\left\{(1,0,0),(0,1,0),(-1,0,0),(0,-1,0),(2,1,1),(-1,2,-1),(-2,-1,1),(1,-2,-1)\right\}}
care este invariantă la izometria inversării orientării {\displaystyle (x,y,z)\mapsto (-y,x,-z)} și prin urmare nu este chirală, deși nu are nici plan, nici centru de simetrie. Figura
{\displaystyle F_{1}=\left\{(1,0,0),(-1,0,0),(0,2,0),(0,-2,0),(1,1,1),(-1,-1,-1)\right\}}
nu este nici ea chirală, deși originea este centru de simetrie, dar nu are plan de simetrie.
Figurile care nu sunt chirale pot avea o axă centrală.

## Chiralitatea în două dimensiuni

Colierul colorat din mijloc este chiral în două dimensiuni, dar celelalte nu. Dacă acestea ar fi obiecte pe o masă, cele din stânga și dreapta ar putea fi suprapuse pe imaginile lor în oglindă prin rotații rămânând pe masă, însă cea din centru trebuie ridicată și rotită în spațiu pentru asta.

În două dimensiuni, fiecare figură care posedă o axă de simetrie nu este chirală și se poate arăta că fiecare figură mărginită care nu este chirală trebuie să aibă o axă de simetrie.
(O axă de simetrie a figurii {\displaystyle F} este o dreaptă {\displaystyle L}, astfel încât {\displaystyle F} este invariantă prin aplicația {\displaystyle (x,y)\mapsto (x,-y)}, unde {\displaystyle L} este aleasă drept axa de coordonate {\displaystyle x} a sistemului.) din această cauză un triunghi nu este chiral dacă este echilateral sau isoscel și este chiral dacă este scalen.
Fie următorul model:
Această figură este chirală deoarece nu este identică cu imaginea sa în oglindă:
Dar dacă se prelungește modelul în ambele direcții până la infinit, se obține o figură (nemărginită) care nu este chirală și care nu are axă de simetrie. Grupul său de simetrie este un grup de frize generat de o singură reflexie cu translație.